# Życie i Płodność
Życie i Płodność – kwartalnik interdyscyplinarny, wydawany od 2007 w Krakowie, poświęcony problemom bioetyki i ludzkiej płodności z punktu widzenia medycyny, psychologii, pedagogiki i demografii.